# Marcus Popp
Marcus Popp (Chemnitz de 1981) é um jogador de vôlei de praia alemão.

## Carreira
Em 2002, ao lado de Eric Koreng conquistou a medalha de ouro na primeira edição do Campeonato Mundial Universitário de Vôlei de Praia realizado em Le Moule.